# Пещера тростниковой флейты
Пещера тростниковой флейты (кит. упр. 芦笛岩, пиньинь Lúdí Yán ) — крупнейшая карстовая пещера в Китае, протяженностью 0,5 километра и глубиной 250 метров, также известная как «Дворец естественных искусств». Пещера оборудована искусственным освещением. Находится в северо-западном предместье Гуйлиня, в пяти километрах от городского центра, на южном склоне холма Гуанмин (кит. 光明希尔).
Первые упоминания о Лудиянь были зафиксированы более 1000 лет назад, во времена правления Империи Тан. Пещера окутана тайной легенд, согласно одной из которых, название произошло от тростника, растущего вокруг, использовавшегося для изготовления флейт. Внутренние «галереи» украшены сталактитами и сталагмитами, словно сказочными изваяниями, которым в наше время дали имена «Сосны в снегу», «Пагода Дракона», «Девственный лес», «Цветочная гора» и т. д. Один из залов носит название «Хрустальный дворец короля драконов» — здесь могут поместиться 1000 человек одновременно. Во время войны это «помещение» использовалось в качестве бомбоубежища. На внутренних стенах пещеры найдены надписи, время появления которых восходит к 792 г. н. э.

## Фотогалерея

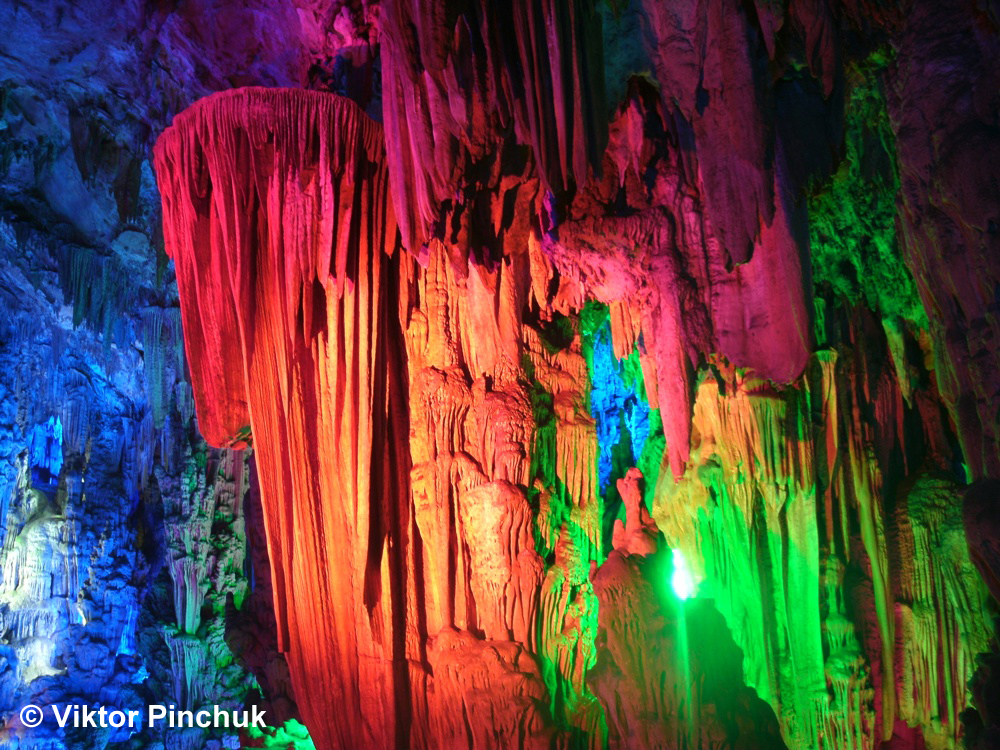
Пещера тростниковой флейты (1)
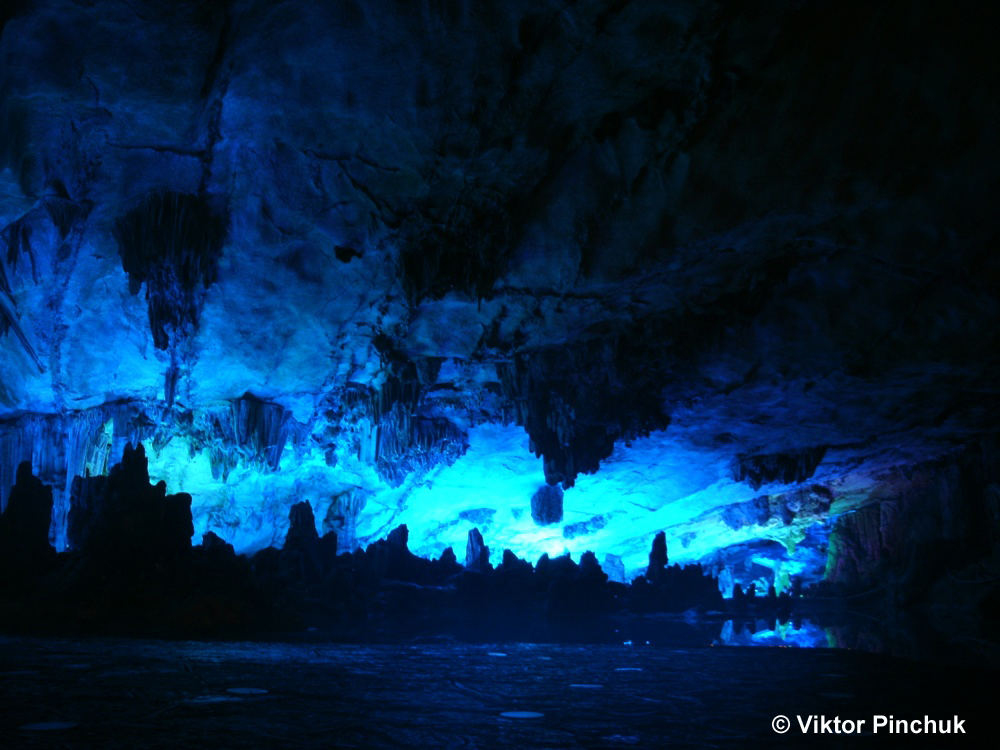
Пещера тростниковой флейты (2)
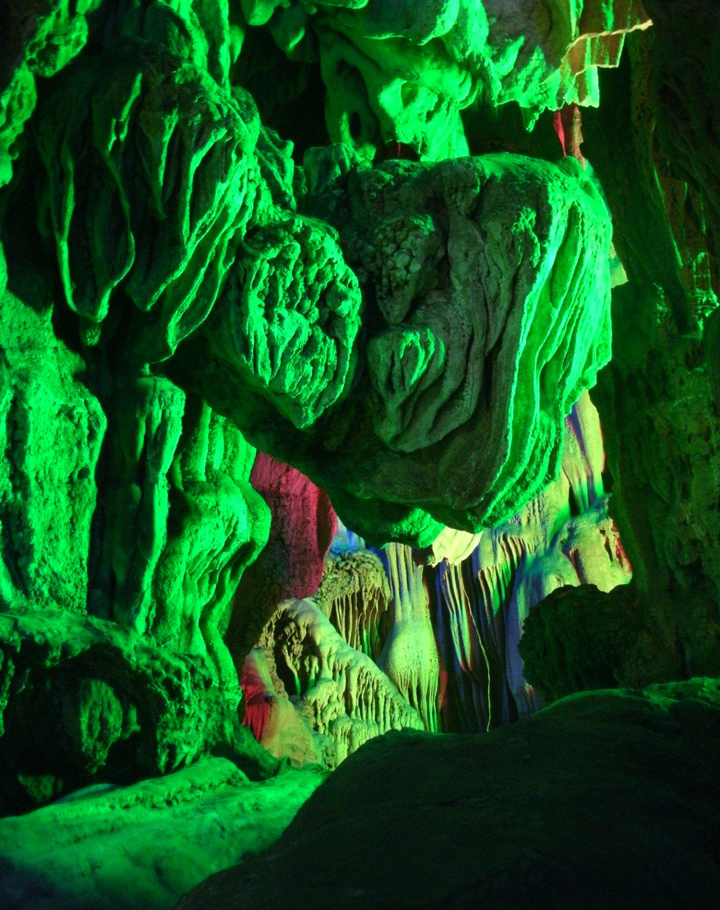
Пещера тростниковой флейты (3)
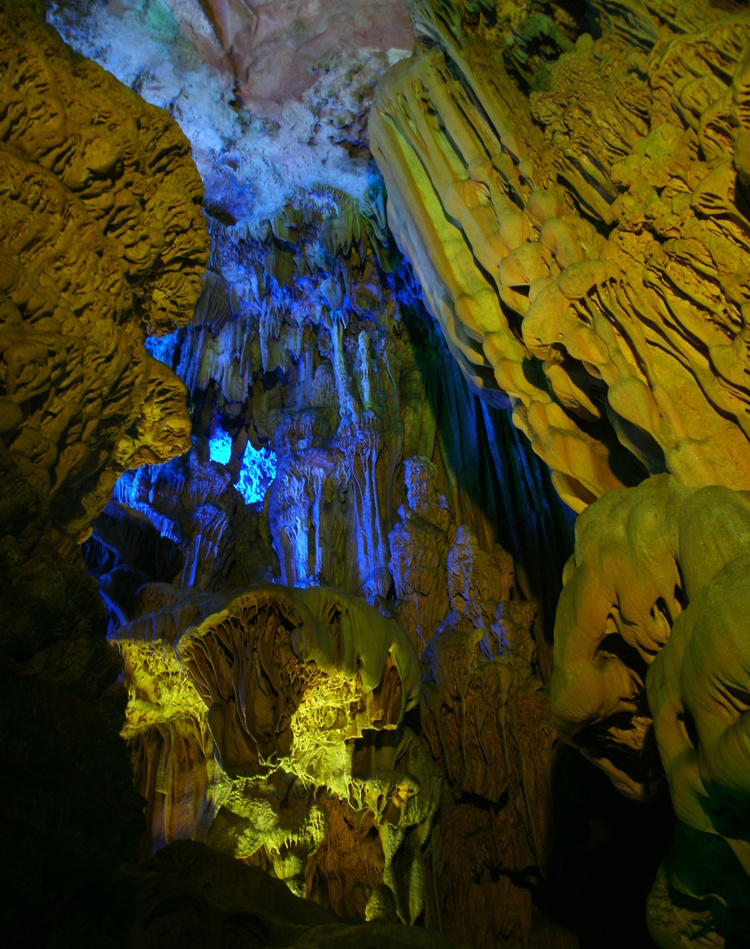
Пещера тростниковой флейты (4)
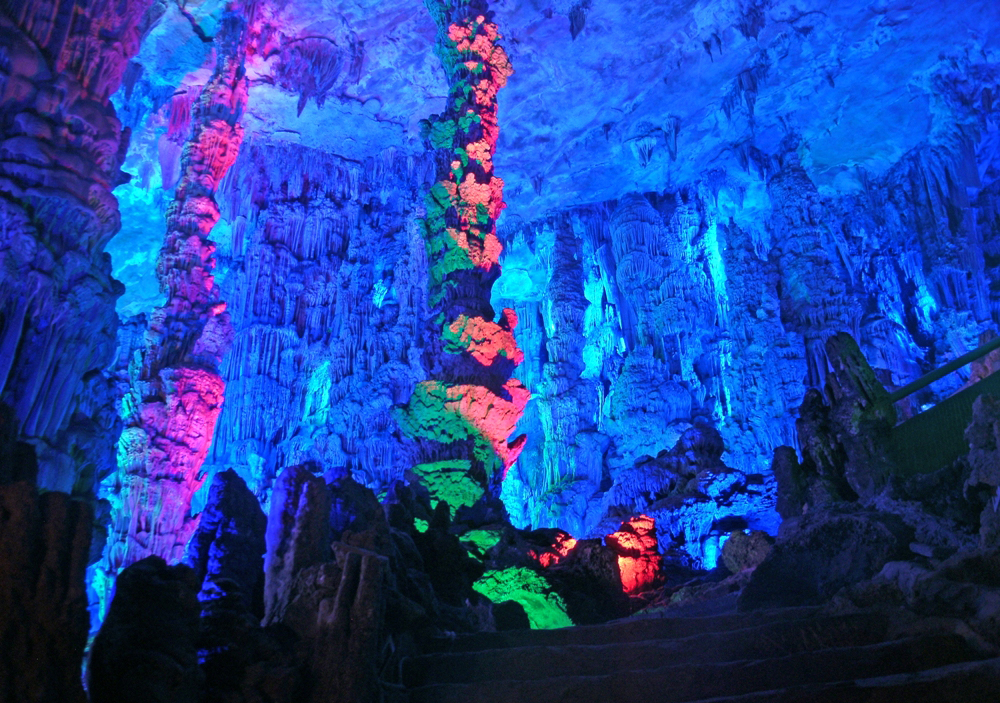
Пещера тростниковой флейты (5)
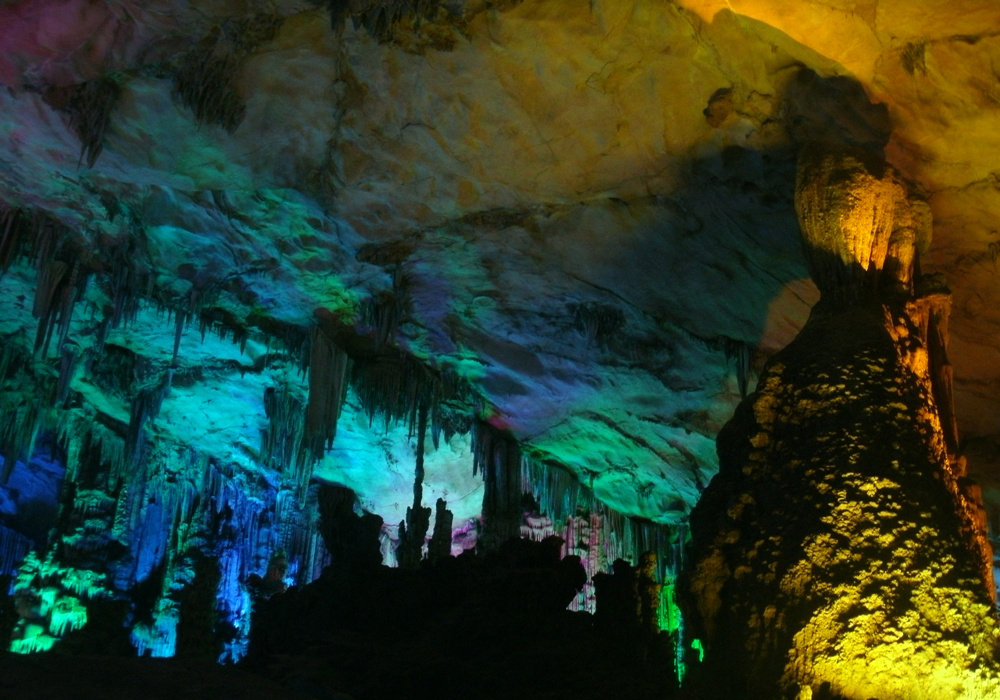
Пещера тростниковой флейты (6)